# 嗆音樂
《呛音乐》（英语：Me Against the Music）是美国女歌手布兰妮·斯皮尔斯和麦当娜合作演唱的一首歌曲，收录于布兰妮的第4张录音室专辑《流行禁区》（In the Zone）中。

## 背景与制作

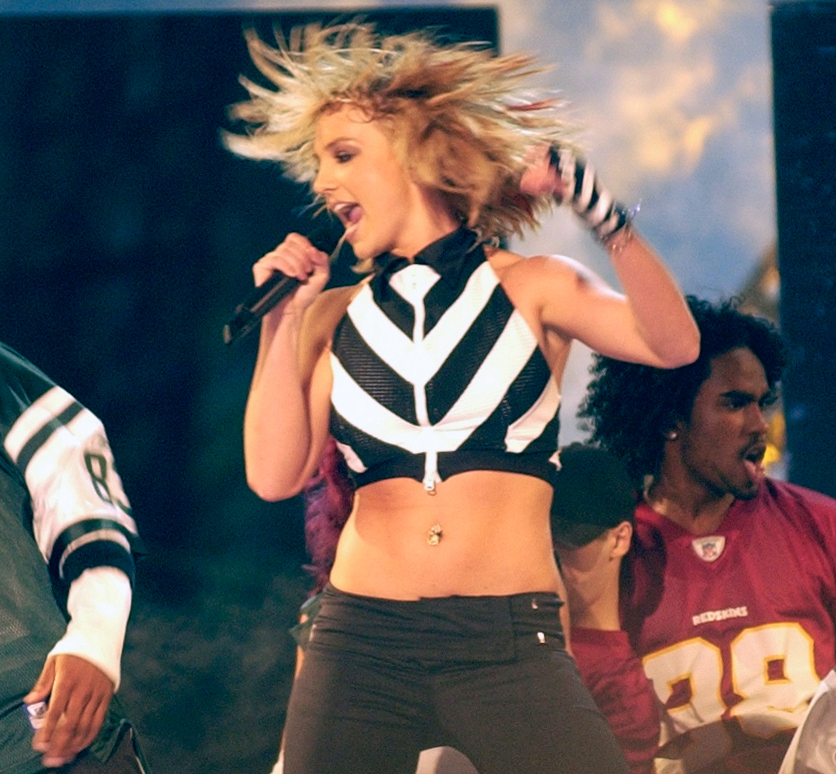
布兰妮于2003年美国国家橄榄球联赛现场表演了歌曲。

歌曲由布兰妮、麦当娜、Christopher "Tricky" Stewart、Thabiso "Tab" Nikhereanye、Penelope Magnet、Terius Nash与Gary O'Brien共同创作。2003年10月14日，Jive唱片将此歌曲作为专辑《流行禁区》的首支单曲发行。在2003年MTV音乐录像带大奖的排练中，布兰妮在麦当娜面前表演了歌曲，并要求麦当娜和自己一起演唱这首歌曲。
《呛音乐》是一首受到嘻哈乐风格影响的舞曲，并使用了放克吉他。布兰妮和麦当娜共同演唱了歌曲的主歌部分，而麦当娜演唱了歌曲的桥段。歌曲的歌词表达了征服音乐，放松舞池的情感。

## 商业表现
2003年10月25日，《呛音乐》空降告示牌流行單曲榜第50名，成为布兰妮的第10支上榜单曲，麦当娜的第50支上榜单曲。这首歌曲也是麦当娜首次伴唱他人的歌曲。2003年11月29日，《呛音乐》获得单曲榜最高名次第35名。 雖然這首歌在流行單曲榜的成績不出色，但在告示牌舞曲榜的表現可就亮眼多了，這首歌不但拿下了告示牌舞曲榜的冠軍名次，同時在2004年告示牌年終舞曲榜也穩坐第一。 2012年6月，根据尼尔森销量统计系统统计，歌曲获得了60,000份的实体销量以及281,000次的数字下载。 在其他國家，如英國，《呛音乐》也進入榜单前五，拿下第二名。
在澳大利亚，《呛音乐》空降冠军，并在冠军位上保持了2周。 歌曲以70,000份的销售量获得了澳大利亚唱片业协会 (ARIA)的白金销售认证。 2003年11月24日，歌曲在新西兰空降第13名。 《呛音乐》于2003年11月16日在英国空降亚军。 并成为继布兰妮2002年单曲《少女已过，熟女未满》（I'm Not a Girl, Not Yet a Woman）后商业表现最佳的单曲。 根据英国官方单曲榜公司的说法，歌曲在英国已获得240,000份的销量。 《呛音乐》也在欧洲百强单曲榜获得3周的冠军。 除此以外，歌曲还在丹麦、匈牙利、爱尔兰夺冠，在意大利和挪威获得亚军，在比利时、捷克、芬兰、瑞典、瑞士和荷兰获得前5名，还在法国和奥地利取得了前20名。

## 乐评
这首歌曲获得了评论不同的评价，部分评论认为，歌曲是《流行禁区》中比较强劲的舞曲，而另一部分评论则称歌曲乏善可陈，并对歌曲感到失望。

## 音乐录像带

歌曲音樂錄像帶截圖

《呛音乐》的音乐录像带于2003年10月在纽约長島市银杯录音室（Silvercup Studios）拍摄了3日，由保罗·亨特导演，他设定了音乐录像带的剧情：布兰妮和麦当娜两人在夜店的相反位置热舞，布兰妮身穿黑色的衣服，而麦当娜穿着白色西装，两人玩猫捉老鼠的游戏，而布兰妮最终找到了麦当娜。布兰妮在谈及音乐录像带时称：“这部音乐录像带比我表演过的任何音乐录像带都要感性，这是我第一次与他人合作，这次我得到了麦当娜，两个不同风格的人在一起表演真是非常有趣。”，2009年，保罗在接受MTV新闻的采访时称：“麦当娜是老一代的流行偶像，而布兰妮是新一代的流行偶像。当时布兰妮正处在她事业的巅峰期，让两个不同时代的人一起是一个挑战。我想让音乐录像带成为布兰妮和麦当娜之间猫捉老鼠的游戏来逗观众。”
音乐录像带于2003年10月21日美国东部时间23时在电视节目《Making the Video》首播，并在雅虎音乐提供线上观看，仅仅5天歌曲的音乐录像带就获得了200万次的观看。音乐录像带获得了评论的好评，评论称其为两个女人的性感表演。

## 现场表演与翻唱
布兰妮多次现场表演了歌曲，包括美国国家橄榄球联赛现场表演、周六夜现场、2003年全美音樂獎和TRL。她还在2004年自己的黑瑪瑙巡迴演唱會和2009年的妮裳馬戲團巡迴演唱會以巴恩格拉风格表演了歌曲的混音版。《呛音乐》曾被法国的正义乐团翻唱，并在电视连续剧《欢乐合唱团》中致敬布兰妮的一集中被翻唱。

## 曲目列表
| - 澳大利亚CD1 1. "Me Against the Music" – 3:43 2. "Me Against the Music" (Peter Rauhofer Radio Mix) – 3:42 3. "Me Against the Music" (The Mad Brit Mixshow) – 5:55 - 澳大利亚CD2 1. "Me Against the Music" (Rishi Rich's Desi Kulcha Remix) – 4:32 2. "Me Against the Music" (Passengerz vs. The Club Mix) – 7:37 3. "Me Against the Music" (Terminalhead Vocal Mix) – 7:10 4. "Me Against the Music" (Video Mix Instrumental) – 3:35 - 英国/欧洲CD单曲 1. "Me Against the Music" – 3:43 2. "Me Against the Music" (Rishi Rich's Desi Kulcha Remix) – 4:33 3. "Me Against the Music" (Peter Rauhofer Radio Mix) – 3:42 4. "Me Against the Music" (The Mad Brit Mixshow) – 5:55 - 英国双面CD单曲 1. "Me Against the Music" (Trak Starz Remix) – 3:31 2. "Me Against the Music" (Scott Storch Remix) – 3:38 3. "Me Against the Music" (Kanye West Remix) – 3:43 | - 美国CD单曲 1. "Me Against the Music" – 3:43 2. "Me Against the Music" (Trak Starz Remix) – 3:31 3. "Me Against the Music" (Gabriel & Dresden Club Mix) – 8:51 4. "Me Against the Music" (Peter Rauhofer Radio Mix) – 3:43 5. "Me Against the Music" (The Mad Brit Mixshow) – 5:55 6. "Me Against the Music" (Bloodshy & Avant “Dubbie Style” Remix) – 5:15 7. "Me Against the Music" (Kanye West Remix) – 3:43 - 美国12英寸黑胶唱片 1. A1. "Me Against the Music" (Peter Rauhofer's Electrohouse Mix) – 8:17 2. A2. "Me Against the Music" (The Mad Brit Mixshow) – 5:55 3. B1. "Me Against the Music" (Gabriel & Dresden Club Mix) – 8:51 4. B2. "Me Against the Music" (Rishi Rich's Punjabi Club Mix) – 5:34 5. C1. "Me Against the Music" (Peter Rauhofer's Electrohouse Dub) – 6:49 6. C2. "Me Against the Music" (Passengerz Vs The Club Mix) – 7:34 7. D1. "Me Against the Music" (Gabriel & Dresden Dub) – 7:14 8. D2. "Me Against the Music" (Terminalhead Vocal Mix) – 7:07 |

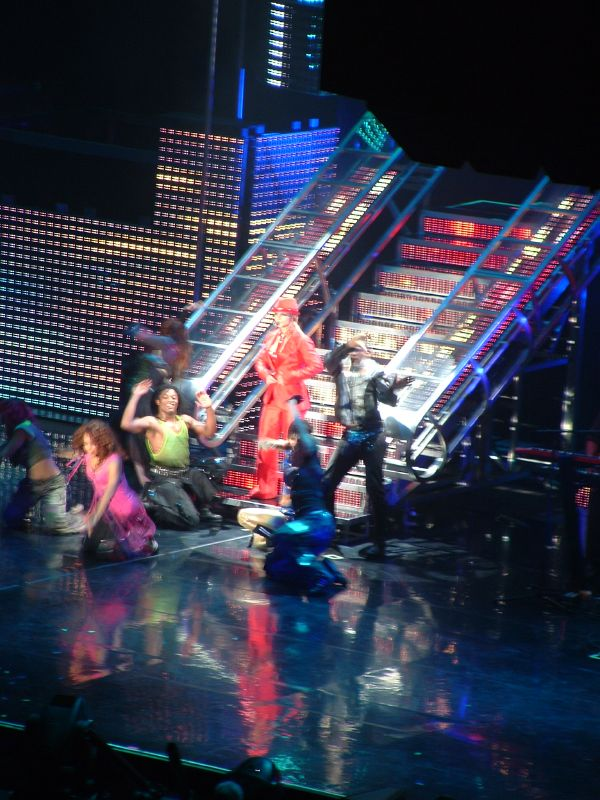
布兰妮于2004年黑瑪瑙巡迴演唱會表演了《呛音乐》。

## 制作群
- 布蘭妮·斯皮爾斯 – 主唱、背景人声、词曲与制作
- 麦当娜 – 主唱、背景人声、词曲
- RedZone Entertainment – 词曲、制作与背景人声
- Thabiso Nikhereanye – 词曲
- Terius Nash – 词曲
- Gary O'Brien – 词曲、吉他
- Courtney Copeland – 背景人声
- Emma Roads – 背景人声

### 年度榜单

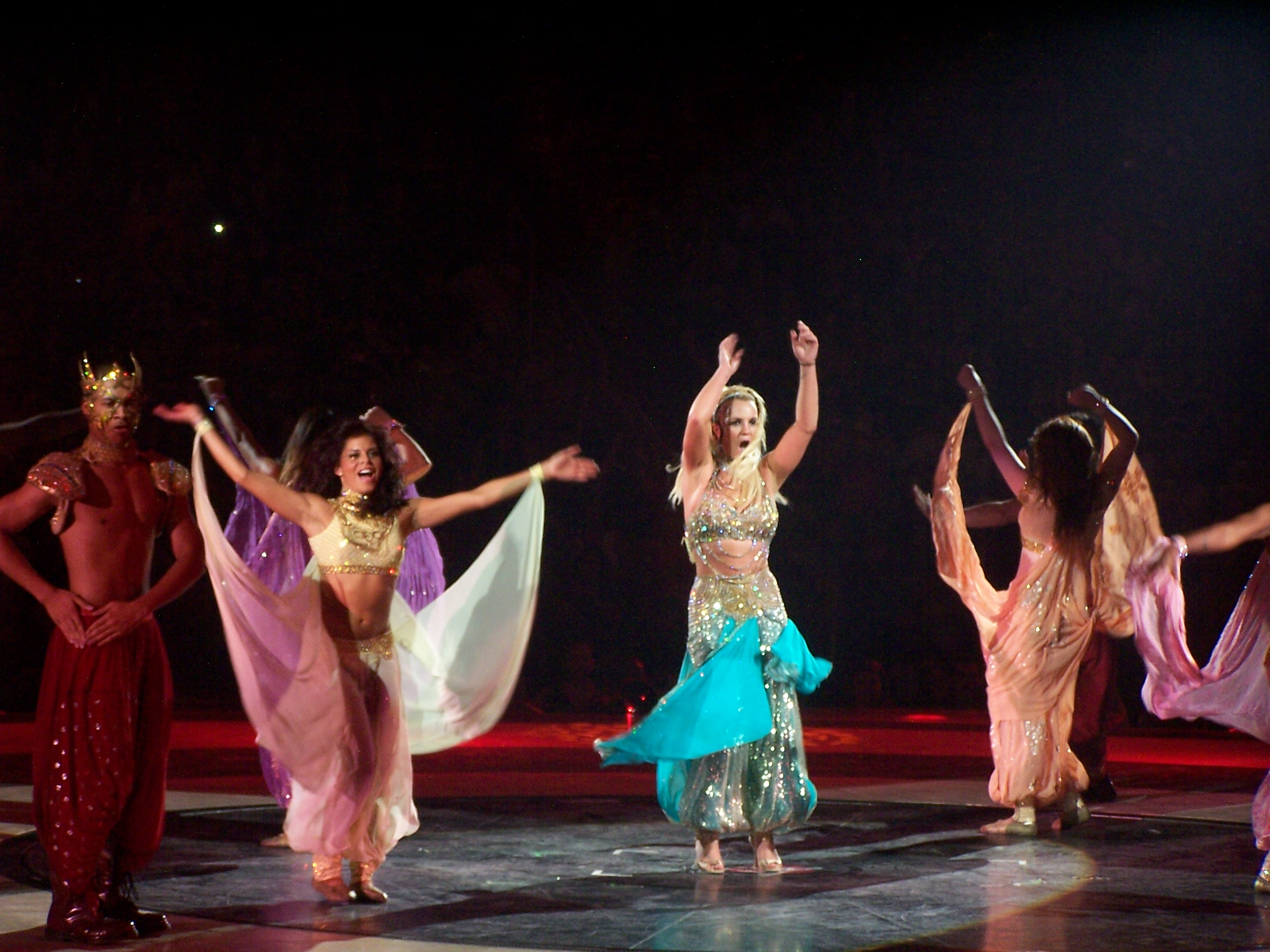
布兰妮于2008年妮裳馬戲團巡迴演唱會表演了《呛音乐》。

## 榜单
| 榜单 (2003年)                      | 最高排位 |
| ---------------------------------- | -------- |
| 澳大利亚单曲榜                     | 1        |
| 奥地利单曲榜                       | 12       |
| 比利时单曲榜 (法兰德斯)            | 5        |
| 比利时单曲榜 (瓦隆尼亚)            | 3        |
| 加拿大单曲榜                       | 2        |
| 捷克流媒体单曲榜                   | 4        |
| 丹麦单曲榜                         | 1        |
| 荷兰40强单曲榜                     | 5        |
| 欧洲百强单曲榜                     | 1        |
| 芬兰单曲榜                         | 5        |
| 法国单曲榜                         | 11       |
| 德国单曲榜                         | 5        |
| 希腊单曲榜                         | 2        |
| 匈牙利单曲榜                       | 1        |
| 爱尔兰单曲榜                       | 1        |
| 意大利单曲榜                       | 2        |
| 日本单曲榜                         | 38       |
| 新西兰单曲榜                       | 13       |
| 挪威单曲榜                         | 2        |
| 西班牙单曲榜                       | 1        |
| 瑞典单曲榜                         | 5        |
| 瑞士单曲榜                         | 4        |
| 英国单曲榜                         | 2        |
| 美国（《告示牌》百大單曲榜）       | 35       |
| 美國（《告示牌》Pop Airplay）      | 11       |
| 美國（《告示牌》Dance Club Songs） | 1        |

| 榜单 (2003年)           | 成绩 |
| ----------------------- | ---- |
| 澳大利亚单曲榜          | 48   |
| 比利时单曲榜 (法兰德斯) | 85   |
| 比利时单曲榜 (瓦隆尼亚) | 81   |
| 荷兰40强单曲榜          | 84   |
| 荷兰Mega百强单曲榜      | 80   |
| 瑞典单曲榜              | 68   |
| 瑞士单曲榜              | 62   |
| 英国单曲榜              | 60   |

| 榜单 (2004年)  | 成绩 |
| -------------- | ---- |
| 澳大利亚单曲榜 | 95   |

## 销售认证
| 地區                                  | 认证 | 认证单位/销量 |
| ------------------------------------- | ---- | ------------- |
| 澳大利亚（澳大利亚唱片业协会）        | 白金 | 70,000^       |
| 挪威（國際唱片業協會挪威分会）        | 金   | 5,000*        |
| *僅含認證的實際銷量 ^僅含認證的出貨量 |      |               |

## 发行历史
| 国家 | 日期           | 形式              | 厂牌     |
| ---- | -------------- | ----------------- | -------- |
| 美国 | 2003年10月14日 | 当代流行电台      | Jive RCA |
| 美国 | 2003年10月14日 | 主流电台          | Jive RCA |
| 美国 | 2003年10月21日 | 12英寸黑胶唱片    | Jive     |
| 德国 | 2003年11月10日 | 双面单曲          | 索尼     |
| 德国 | 2003年11月10日 | 12英寸黑胶唱片    | 索尼     |
| 英国 | 2003年11月10日 | 双面单曲          | RCA      |
| 英国 | 2003年11月10日 | 标准版双面单曲CD1 | RCA      |
| 英国 | 2003年11月10日 | 标准版双面单曲CD2 | RCA      |
| 英国 | 2003年11月10日 | 12英寸黑胶唱片    | RCA      |
| 美国 | 2003年12月9日  | 双面单曲 (混音版) | Jive     |